# Jorrit Hendrix
Jorrit Hendrix (Panningen, 6 de fevereiro de 1995) é um futebolista neerlandês que atua como médio defensivo.[carece de fontes?] Atualmente está no Preußen Münster, clube da 2. Bundesliga.

## Vida Pessoal
Jorrit é irmão do jogador Perrin Hendrix.

## Títulos
- Campeonato Neerlandês (3) (2014-15, 2015-16 e 2017-18)[carece de fontes?]
- Supercopa dos Países Baixos (2) (2016 e 2017)[carece de fontes?]